# Silaš

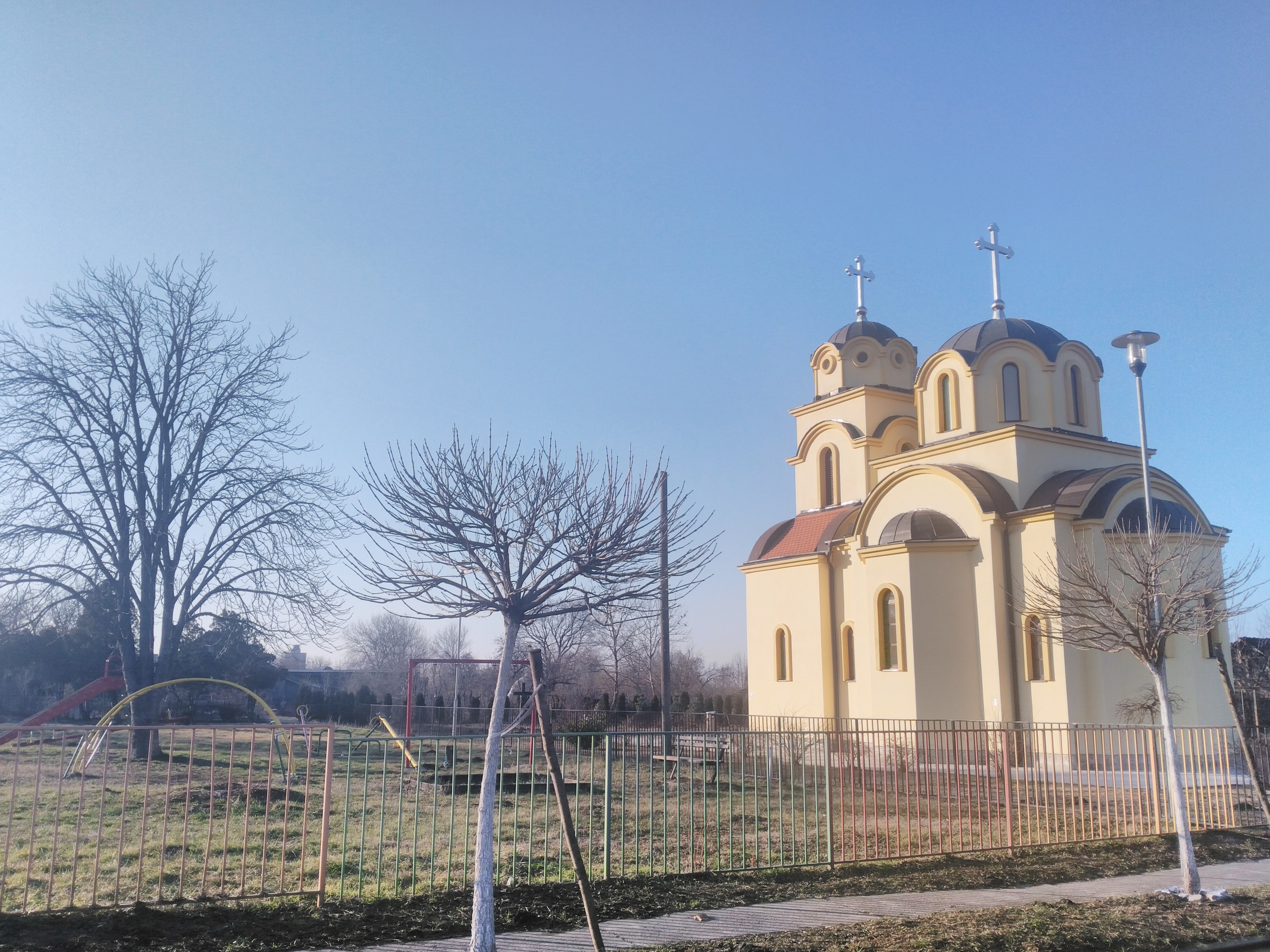
Serbisch-Orthodoxe Kirche in Silaš

Silaš ist ein Dorf in der Gespanschaft Osijek-Baranja im Osten Kroatiens, südlich von Osijek und westlich von Vukovar gelegen. Es gehört zur Gemeinde Šodolovci und wurde im Jahr 1922 gegründet.

## Geografie
Silaš liegt am Rande des Waldgebietes Gunja, 3 km entfernt von Korođ.
Die nächst größten Städte sind Osijek und Vukovar.

## Geschichte
Während des Kroatienkrieges gehörte Silaš zur Republika Srpska Krajina. Von größeren Kriegshandlungen blieb der Ort verschont, es wurde nur eine Zivilistin zufällig durch eine Granate getötet. Angeblich hielt sich Arkan und seine Frau Ceca im Rahmen von militärischen Operationen zeitweilig in Silaš auf.

## Feierlichkeiten
Jedes Jahr findet zum Tag des Sveti Ilija (Heiliger Elias) am 2. August eine große Kirmes (Kirbaj) statt, mit Live-Musik am Abend und einem Basar tagsüber.

## Einwohner
Serben stellen mit 94 % den größten Teil der Einwohner von Silaš, daneben leben im Dorf auch Kroaten (3,4 %) und Mazedonier (2,6 %).
Die meisten Anwohner kommen ursprünglich aus Baranja, Knin und anderen kleineren Orten aus Bosnien, Dalmatien und Montenegro.
Viele der 'Silašani' sind im Laufe des Krieges nach Deutschland, Österreich, Schweiz, England, Kanada, USA und Australien ausgewandert, kommen aber regelmäßig zum Heimatort zurück.
Nach der letzten Volkszählung 2001 hat es 608 Einwohner.

## Kultur
Obwohl es Silaš schon seit 1922 gibt, wurde erst am 7. Juni 2006 die Kulturvereinigung „Zora“  gegründet, die sich der Förderung der Folklore verschrieben hat und vor allem von den Jugendlichen des Dorfes getragen wird. Zurzeit hat die Gruppe 60 Mitglieder im Alter zwischen sieben und 60 Jahren.
Mit ihrer Folklore Gruppe vertreten sie ihre serbische Nationalität und singen alte serbische und manchmal slawonische Volkslieder. Die Gruppe hatte 2007 auch Auftritte im Ausland (in Bosnien, Ungarn und Serbien).
Koordinaten: 45° 25′ N, 18° 46′ O